# SAIPA
La SAIPA (in persiano سایپا) è la seconda maggior casa automobilistica iraniana. La SAIPA (acronimo dal francese Société Anonyme Iranienne de Production Automobile) fu fondata nel 1966 per assemblare vetture Citroën sotto licenza, destinate al mercato iraniano. La proprietà della società era per il 75% iraniana. Oggi assembla principalmente modelli coreani, ma ha anche sviluppato una propria gamma di motori e di vetture.
È proprietaria di una squadra di calcio, il Saipa Football Club.

## Modelli
I modelli in listino nel 2023 sono i seguenti :

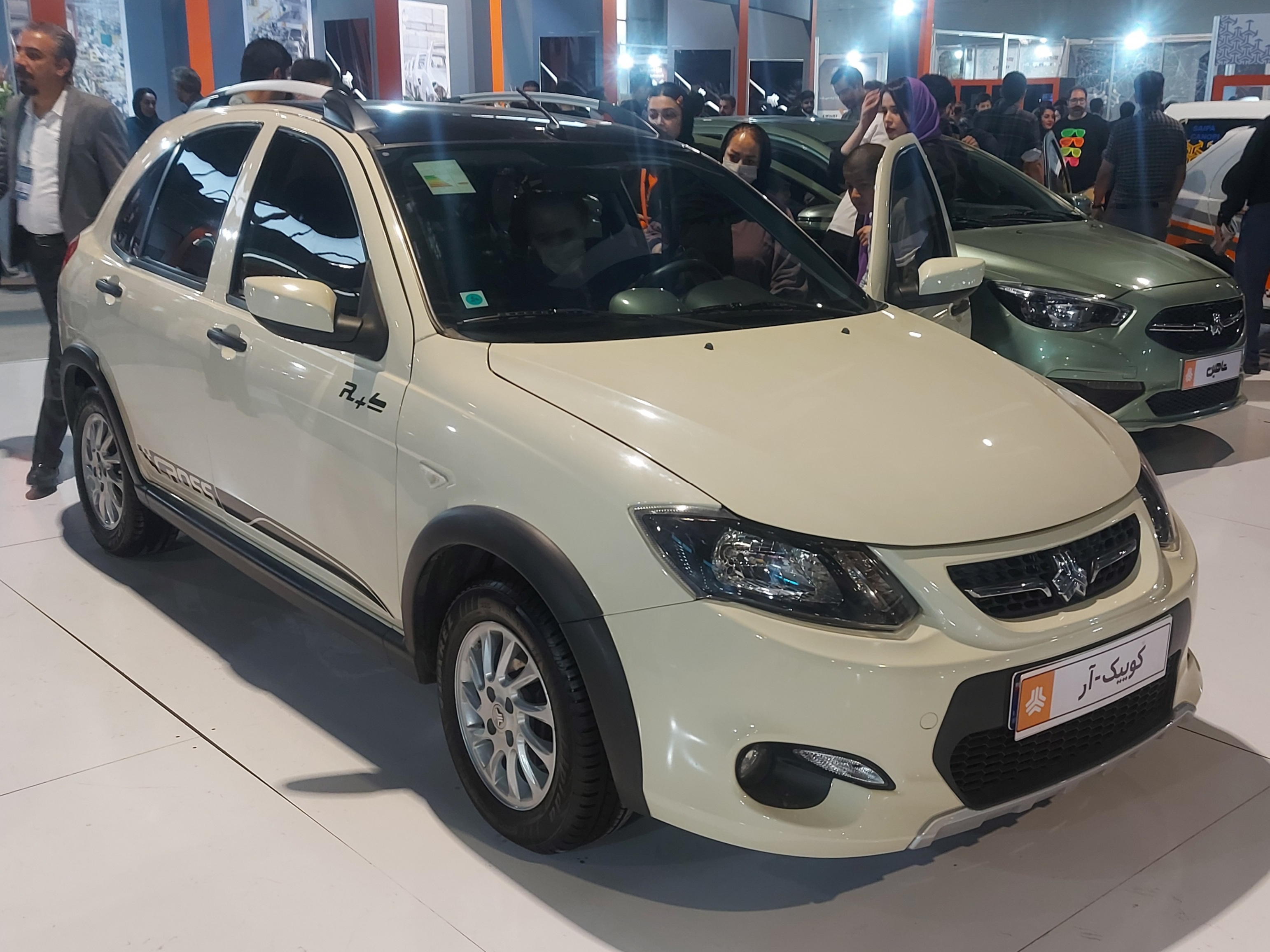
Una Saipa Quick

- Shahin
- Saipa 151
- Zamayad Pickup
- Saina S
- Quick
- Quick R